# Radiosonde
De radiosonde, of kortweg sonde, is het kastje met weerkundige instrumenten dat onderaan een weerballon tot grote hoogte wordt opgelaten. Het doel is om van de hogere luchtlagen meetgegevens van temperatuur, luchtvochtigheid, luchtdruk en wind te verkrijgen. De radiosonde is iets kleiner dan een pak melk van een halve liter. Een radiosonde die windsnelheid en windrichting kan meten, wordt ook wel rawinsonde (radio- en windsonde) genoemd. Een radiosonde die vanuit een vliegtuig wordt neergelaten, wordt een dropsonde genoemd.

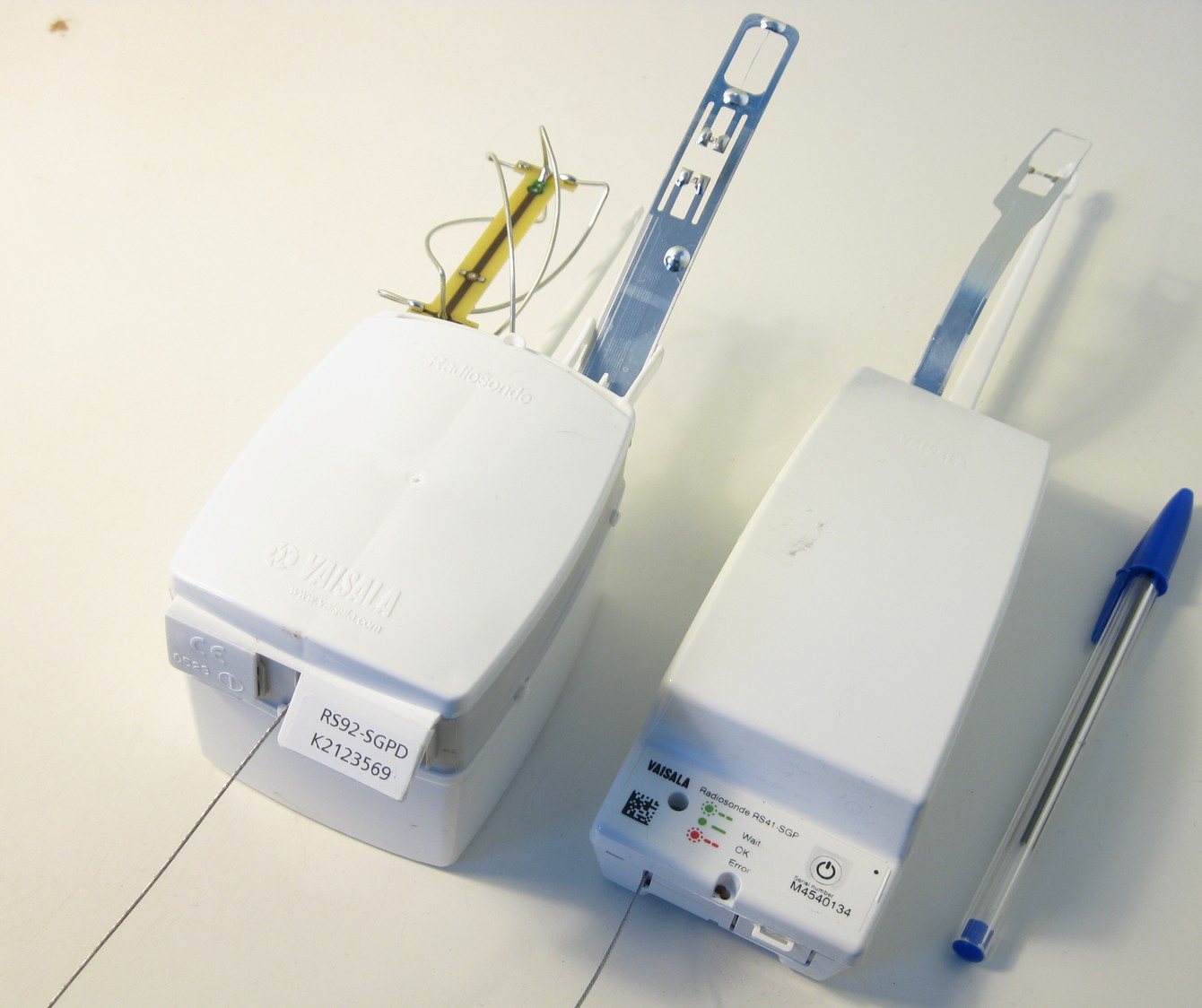
Radiosonde Vaisala RS92-SGPD (links) en zijn opvolger, de RS41-SGP (rechts). Het KNMI en KMI zijn in 2016/2017 overgeschakeld van de RS92 naar de RS41.

## Meteorologische metingen
De radiosonde gaat aan een met helium of waterstofgas gevulde ballon omhoog en doet metingen van de bovenlucht. De resultaten zendt hij radiografisch door naar een weerstation. Afhankelijk van het gebruikte type ballon en de vullingsgraad van de ballon, bereikt de sonde een hoogte tussen 10 en ongeveer 35 kilometer. Een vlucht kan van start tot landing anderhalf tot drie uur duren. Tijdens het stijgen wordt per seconde één meting verricht van temperatuur, luchtvochtigheid en luchtdruk. Sommige (minder gebruikte) typen radiosondes bieden een resolutie van twee metingen per seconde. De stijgsnelheid van de radiosonde wordt bepaald door de specificaties en gasvulling van de toegepaste ballon en bedraagt in de praktijk tussen 5 en 8 m/s. Hiermee kan in ca. 40 minuten een hoogte van 16 km worden bereikt en in ca. 90 minuten een hoogte boven 30 km. Afhankelijk van het type radiosonde wordt de positie van de radiosonde bepaald met behulp van de signalen van gps-satellieten of LORAN-C. Aan de hand van deze posities worden windrichting en windsnelheid berekend. Radiosonde-producent Vaisala kwam met de  RS92-familie, waarvan de RS92-KL voor de positiebepaling nog gebruikmaakte van LORAN-C. Andere veelgebruikte versies met type-aanduiding RS92-SGP deden dat met gps, waarbij de berekening van de positie gebeurde door het grondstation, met behulp van RINEX-data. Nieuwere sondes, zoals de Vaisala RS41 en Graw DFM-09, bepalen hun gps-positie autonoom en versturen die gegevens realtime, met een nauwkeurigheid van enkele meters.
De gegevens zijn van groot belang voor numerieke weersverwachtingsmodellen, waarmee weersverwachtingen worden berekend, zowel voor de korte termijn als voor meerdere dagen. Metingen aan de grond bieden geen informatie over het verticale temperatuurverloop in de atmosfeer en de aanwezigheid van vocht in de hogere luchtlagen. Windmetingen aan de grond zeggen evenmin iets over luchtstromingen op grotere hoogte. Wind op grote hoogte bepaalt echter het weer voor de komende dagen. Met name de luchtvaart profiteert van de (wind)gegevens. Met behulp van de metingen van de bovenlucht kan onder meer bekeken worden of er sprake kan zijn van ijsafzetting, waar zich de straalstroom bevindt en op welke hoogten mogelijk bewolking voorkomt. Voorbeelden van metingen met radiosondes zijn te vinden in de verklaring van vliegtuigstrepen.

## Toepassing
Radiosondes worden door een wereldwijd netwerk van ruim 1300 weerstations opgelaten. Meer dan twee derde van de stations start een sonde om 00 uur UTC en 12 UTC. Tussen 100 en 200 stations doen eens per etmaal een sondering. Ongeveer 15 zeeschepen met een automatische sondeerinrichting laten weerballonnen op in oceaangebieden, voornamelijk vanuit het Noord-Atlantische deel. 

#### Nederland

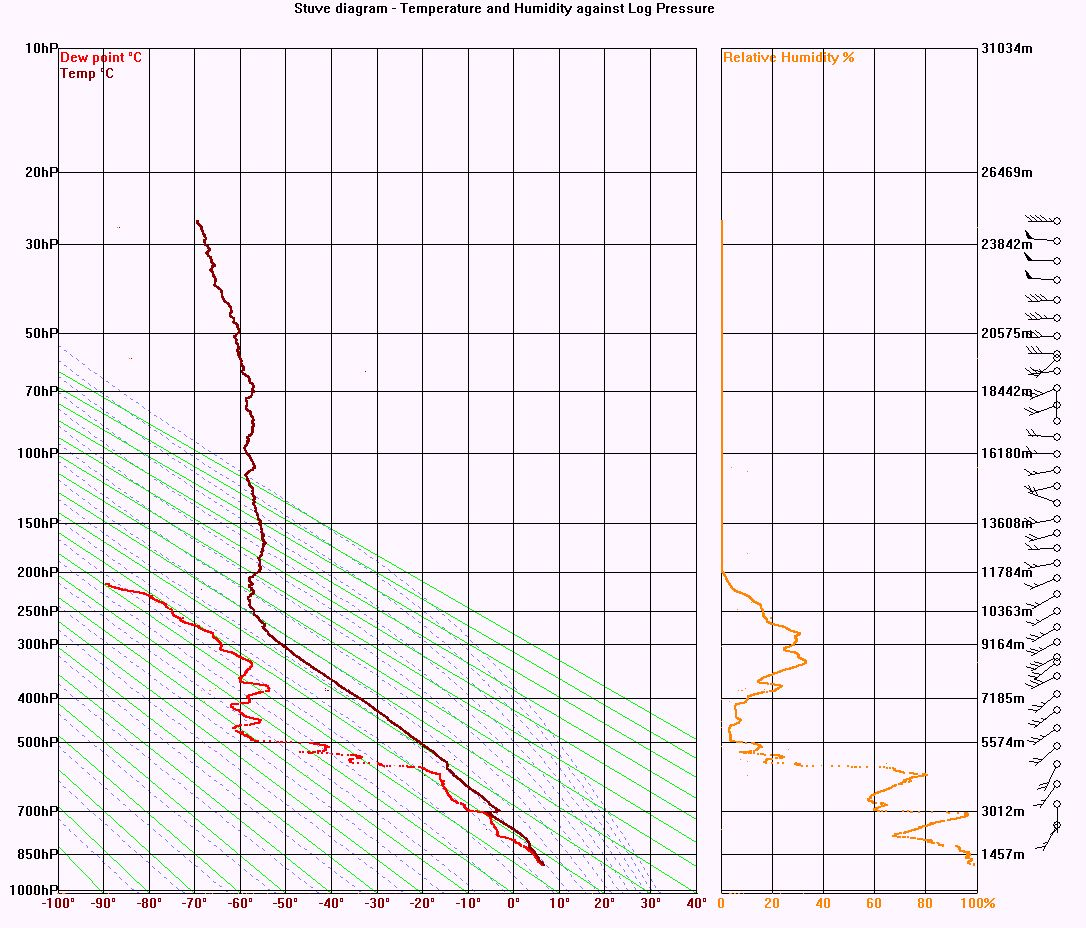
Stüve-diagram van een radiosonde opgelaten door het KNMI te De Bilt op 27 nov. 2014 rond 00 UTC. De bruine lijn geeft de gemeten luchttemperatuur op verschillende hoogtes weer, de rode lijn het dauwpunt. Op hoogtes waar beide lijnen elkaar dicht naderen, is de relatieve luchtvochtigheid (oranje lijn) bijna 100% en is de aanwezigheid van wolken waarschijnlijk.

In Nederland wordt vanaf één locatie dagelijks een radiosonde opgelaten onder een weerballon. Dit gebeurt vanaf een terrein bij het KNMI in De Bilt rond 00 UTC, en vaker bij bijzondere weersomstandigheden. Tevens gebeurde dit jarenlang op Maritiem Vliegkamp De Kooy rond 06 UTC, maar deze sonderingen zijn in het najaar van 2014 beëindigd. De Bilt gebruikt gps-radiosondes van het type Vaisala RS41-SGP. Eens per week, op donderdag rond 12 UTC, wordt een extra sonde met een ozonsensor omhoog gestuurd om ozon in de lucht te meten. Voor de ozonsonde wordt een grotere weerballon gebruikt die een hoogte van 33 km of meer kan halen. De radiosonde zendt meestal uit op 403,9 MHz.
De Koninklijke Landmacht had twee Weermeetgroepen (die deel uitmaakten van 11 AfdRA & 14 AfdVA), gelegerd in 't Harde die radiosondeoplatingen deden, ten behoeve van de Nederlandse artillerie en bondgenoten. Met de radiosondes worden de atmosferische waarden gemeten die van invloed zijn op de dracht van een projectiel. Voor zover bekend maakte de weermeetgroepen van de Landmacht gebruik van radiosondes van het type Vaisala RS92.
De 41 Afdeling Artillerie is in 2021 overgestapt naar de Vaisala RS41-SGM met encryptie en radio-silence modus

#### België
In België worden vanaf twee locaties radiosondes opgelaten: dagelijks rond 23 UTC door de meteo van Vliegbasis Bevekom en driemaal per week om 12 UTC door het KMI in Ukkel. Bevekom gebruikt radiosondes van het type InterMet iMet-4. Ukkel start radiosondes van het type Vaisala RS41 waaraan een ozonsensor is gekoppeld. Deze RS41-sonde zendt meestal uit op 403,5 MHz.
Vanuit Kamp Elsenborn worden tijdens militaire oefeningen door artillerie-eenheden radiosondes opgelaten. 

#### Duitsland
Twaalf weerstations in Duitsland laten dagelijks radiosondes op. Zeven daarvan starten om 00 en 12 UTC een sonde. Het Meteorologische Observatorium Lindenberg en de militaire stations Idar-Oberstein en Kümmersbruck doen dat op werkdagen vier keer: om 00, 06, 12 en 18 UTC. De militaire weerstations Meppen en Bergen sonderen op werkdagen drie tot vier keer per etmaal. In 2017 schakelde men in Duitsland over van radiosondes van het type Vaisala RS92 naar RS41. Militaire stations maken soms gebruik van de Graw DFM-17.

#### Verenigd Koninkrijk
Er zijn in het Verenigd Koninkrijk zes stations die regelmatig radiosondes starten. Dit gebeurt dagelijks om 23.15 UTC vanaf de automatische stations Albemarle (Northumberland), Watnall (Nottinghamshire), Castor Bay (Noord-Ierland) en Herstmonceux (East Sussex). Daarnaast worden door de bemande stations Camborne (Cornwall) en Lerwick (Shetlandeilanden) om 11.15 UTC en 23.15 UTC radiosondes opgelaten. Indien Britse meteorologen dat verzoeken, kunnen extra radiosondes worden gestart. In 2017 schakelde men in het Verenigd Koninkrijk over van radiosondes van het type Vaisala RS92 naar RS41.
Vanuit het research-vliegtuig MET1 (G-LUXE) van de Facility for Airborne Atmospheric Measurements (FAAM) worden soms dropsondes neergelaten, deze gebruiken de Vaisala NRD41.

#### Denemarken
In Denemarken wordt dagelijks op één plaats door de radiosonde-dienst van de Luchtmacht (RDS) een radiosonde opgelaten. Dit gebeurt vanaf Vliegbasis Karup om 5 uur 's ochtends, en vaker indien nodig. Men gebruikt radiosondes van het type Vaisala RS41-SG.

## Geschiedenis

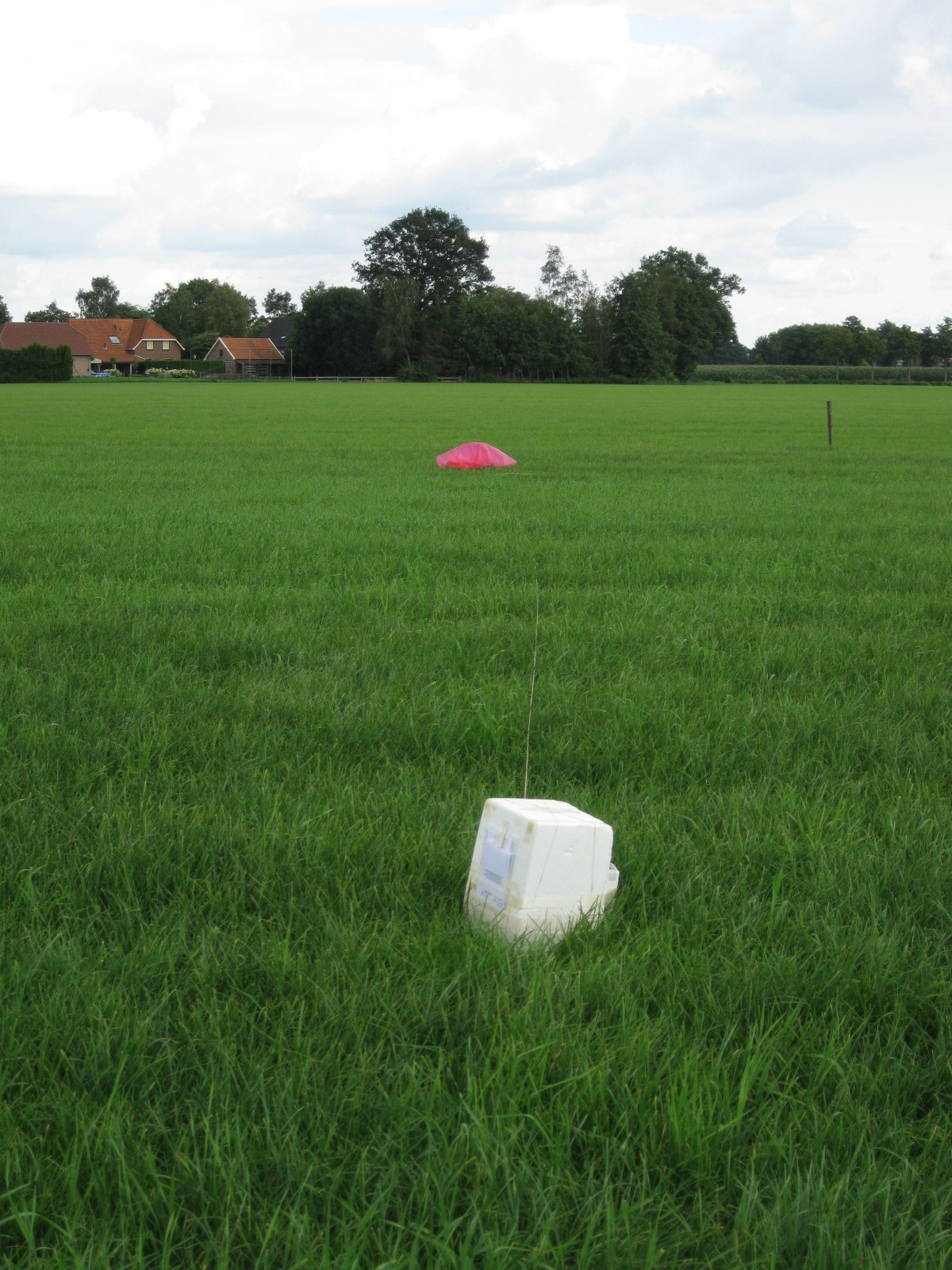
Ozonsonde van het KNMI aan een parachute geland.

De radiosonde bestaat ruim een halve eeuw maar begin 20e eeuw waren er al vlieger- en ballonoplatingen. In de jaren van de Tweede Wereldoorlog werden internationaal radiosondes gebruikt om kennis op te doen over stromingen en processen in de hogere luchtlagen. In 1947 begon het KNMI in De Bilt met het oplaten van radiosondes, indertijd twee keer per dag. Vanaf 1957 zijn daar radiosondes met radar bijgekomen. Van 1985 tot 2002 werden dagelijks vier sondes opgelaten, maar in de jaren daarna is dit aantal geleidelijke teruggebracht. Sinds begin 2013 wordt slechts één radiosonde per dag opgelaten. Vanaf 1992 wordt een of twee keer per week een ozonsensor meegestuurd om ozon in de lucht te meten.

## Recycling
Als de radiosonde verder stijgt, komt hij in steeds ijlere lucht. De (latex) ballon zal dus groter en groter worden en vroeg of laat klappen. De radiosonde komt dan aan de parachute naar beneden, soms op honderden kilometers afstand van de startlocatie. Gewone radiosondes worden slechts eenmaal gebruikt. Wie zo'n sonde vindt, mag hem behouden of kan hem inleveren bij het klein chemisch afval of voor verdere verwerking terugsturen naar het weerstation dat hem heeft opgelaten. Hiertoe zijn de radiosondes soms voorzien van een briefje met vermelding van de herkomst en een nadere uitleg. Afhankelijk van de hoogtewinden komen radiosondes opgelaten in Duitsland vanaf bijvoorbeeld de nabijgelegen weerstations Norderney, Meppen en Essen, en vanaf de Belgische weerstations Bevekom en Ukkel regelmatig boven Nederland terecht. Ozonsondes worden wel opnieuw gebruikt. Het KNMI en het KMI ontvangen hun ozonsondes dan ook graag retour. De vinder ontvangt een vinderspremie.